# Zālī Do Āb
Zālī Do Āb (persiska: دُابِ زالی, دُو آب زالی, زالی دُاب, زالئ دُواب, Doāb-e Zālī, زالی دوآب) är en ort i Iran.   Den ligger i provinsen Lorestan, i den nordvästra delen av landet, 400 km sydväst om huvudstaden Teheran. Zālī Do Āb ligger 1 797 meter över havet och antalet invånare är 275.
Terrängen runt Zālī Do Āb är varierad. Runt Zālī Do Āb är det ganska tätbefolkat, med 56 invånare per kvadratkilometer. Närmaste större samhälle är Nūrābād, 5,4 km sydväst om Zālī Do Āb. Trakten runt Zālī Do Āb består till största delen av jordbruksmark.